# Dmitrij Koršakov
Dmitrij Aleksandrovič Koršakov (in russo Дмитрий Александрович Коршаков?; Mosca, 11 marzo 1991) è un cestista russo.